# آن شوالیه
آن شوالیه (فرانسوی: Anne Chevalier‎؛ ۱ ژانویهٔ ۱۹۱۲ – ۱ ژانویهٔ ۱۹۷۷) بازیگر اهل فرانسه بود.
از فیلم‌ها یا مجموعه‌های تلویزیونی که وی در آن‌ها نقش داشته‌است می‌توان به تابو و توفند اشاره نمود.